# Jens Lindblom
Jens Lindblom (* 15. Mai 1935; † 28. Juli 2004) war ein schwedischer Bandy- und Fußballspieler, der im Anschluss an seine aktive Zeit in beiden Sportarten als Trainer arbeitete.

## Werdegang
Lindblom trat im Bandy und Fußball in den 1950er und 1960er Jahren für Hammarby IF jeweils in der höchsten Spielklasse an. Dabei lag sein Hauptaugenmerk auf Bandy, im Fußball stand er nur unregelmäßig im Kader der Mannschaft und bestritt nur vereinzelt Pflichtspiele. Zudem war er kurzzeitig für IFK Stockholm aktiv. Er vertrat die schwedische Bandynationalmannschaft bei den Weltmeisterschaften 1961 und 1963.
Ende der 1960er Jahre war er in beiden Sportarten Trainer in Ljusdal. Während er einerseits den Bandyklub Ljusdals BK betreute, trainierte er andererseits den Fußball-Drittligisten Ljusdals IF. Unter seiner Leitung stieg der Klub in die zweite Liga auf. Durch diesen Erfolg höherklassig bekannt, wechselte er Anfang 1971 zum AIK in die Allsvenskan. Im ersten Jahr noch Tabellensiebter, gelang ihm in der Spielzeit 1972 die beste Spielzeit seit dem Meisterschaftsgewinn 1937, als die Mannschaft um Dag Szepanski, Yngve Leback, Rolf Zetterlund und Torbjörn Ek, den er von seiner vorherigen Trainerstation Ljusdals IF geholt hatte, hinter Åtvidabergs FF Vizemeister wurde. Nach einem fünften Tabellenrang in der folgenden Spielzeit wiederholte der Klub in der Spielzeit 1974 die Vizemeisterschaft, die von Bob Houghton trainierte Mannschaft von Malmö FF dominierte die Meisterschaft jedoch deutlich und wies zum Saisonende neun Punkte Vorsprung auf. Trotz der erfolge ersetzte der Klub ihn durch den Engländer Keith Spurgeon.
Lindblom heuerte beim Erstligaabsteiger Brynäs IF an, mit dem er als Tabellenzweiter hinter IFK Sundsvall den Wiederaufstieg in die Allsvenskan verpasste. Nach Ende der Spielzeit zog er zum Erstligisten IF Elfsborg weiter, den er nach einer Spielzeit in Richtung IFK Västerås verließ. Mit dem Drittligisten stieg er 1977 in die zweite Liga auf, wo er auf dem letzten Nicht-Abstiegsplatz den Klassenerhalt schaffte.
Anfang 1979 kehrte Lindblom zum AIK zurück, der mittlerweile in der zweiten Tabellenhälfte rangierte. Auch unter seiner Leitung blieb der Erfolg aus und nach einer Spielerrevolte Anfang September entließ ihn der Klub als ersten Trainer in der Vereinsgeschichte während einer laufenden Spielzeit. Sein Assistent Bo Pettersson ersetzte ihn, konnte den Abstieg aber auch nicht mehr verhindern. Bis 1981 trainierte er die Fußballmannschaft des IF Brommapojkarna.
Neben seiner Tätigkeit als Fußballtrainer war Lindblom auch bei verschiedenen Vereinen als Bandytrainer tätig.
1974 hat Lindblom an der Schallplatte „Fotbollsskola med Ralf & Ronnie“ gemeinsam mit Ralf Edström und Ronnie Hellström mitgewirkt.